# بروفورت
بروفورت (به هلندی: Bredevoort) یک منطقهٔ مسکونی در هلند است که در آلتن واقع شده‌است. بروفورت ۱٬۵۲۵ نفر جمعیت دارد.